# Johan Samuel Jegerhjelm
Johan Samuel Jegerhjelm, född 21 november 1757, död 22 januari 1824 av adelsätten Jegerhjelm, var en svensk ämbetsman.
Jegerhjelm blev protokollsekreterare vid Krigsdepartementet 1790 och förste expeditionssekreterare där 1796. Han var medlem i Par Bricole och invaldes som ledamot nummer 90 i Kungliga Musikaliska Akademien den 9 oktober 1783. Andra klassen 1814.